# Philip Warren Anderson
Philip Warren Anderson (13. prosince 1923 Indianapolis, Indiana, USA – 29. března 2020) byl americký fyzik a nositel Nobelovy ceny za fyziku. Zabýval se antiferomagnetismem a vysokoteplotní supravodivostí.

## Biografie
Narodil se v Indianapolis a vyrůstal v Urbaně (Illinois). V roce 1940 vystudoval University Laboratory High School v Urbaně. Poté odešel na Harvardovu univerzitu, kde studoval pod vedením Johna van Vlecka.
Mezi lety 1949 a 1984 pracoval v Bellových laboratořích v New Jersey, kde se zabýval mnoha problémy fyziky kondenzovaného stavu.
V letech 1967 až 1975 byl profesorem teoretické fyziky na Cambridgeské univerzitě. V roce 1977 získal spolu s Nevillem Mottem a Johnem van Vleckem Nobelovu cenu za fyziku „za zásadní teoretické výzkumy elektronové struktury magnetických a neuspořádaných systémů“. V roce 1984 přestal pracoval v Bellových laboratořích a přednášel fyziku na Princetonské univerzitě.
Byl držitelem 1. danu v čínské deskové hře go. V roce 2006 José Soler pomocí statistické analýzy vědeckých článků prohlásil Andersona za „nejkreativnějšího“ fyzika světa.

## Úsměvné
„Zabýval se lokalizačními teoriemi, antiferomagnetismem, narušením symetrií, vysokoteplotní supravodivostí a filosofií vědy,“ uvádí popularizátor vědy Jiří Grygar v pořadu Meteor. „V roce 1982 uveřejnil citát ..., jak vlastně pracuje...: Sedím za stolem a myslím na ženský. A při tom mě občas něco dobrého napadne.“

## Publikace
- ANDERSON, P.W. Absence of Diffusion in Certain Random Lattices. Phys. Rev.. American Physical Society, 1958, roč. 109, čís. 5, s. 1492–1505. Dostupné online. doi:10.1103/PhysRev.109.1492.
- ANDERSON, P.W., Halperin, B.I.; Varma, C.M. Anomalous low-temperature thermal properties of glasses and spin glasses. Philosophical Magazine. 1972, roč. 25, čís. 1, s. 1–9. doi:10.1080/14786437208229210.
- ANDERSON, P.W. More is Different. Science. 1972, roč. 177, čís. 4047, s. 393–396. Dostupné v archivu pořízeném dne 2009-03-26. doi:10.1126/science.177.4047.393. PMID 17796623. Archivováno 26. 3. 2009 na Wayback Machine.
- ANDERSON, P.W. The resonating valence bond state in La2CuO4 and superconductivity. Science. 1987, roč. 235, čís. 4793, s. 1196–1198. Dostupné online. doi:10.1126/science.235.4793.1196. PMID 17818979.
- Notes on Theory of Magnetism, Tokyo, 1954
- Concepts in Solids, 1963 ISBN 981-02-3231-4
- Basic Notions in Condensed Matter Physics 1984 ISBN 0-201-32830-5
- A Career in Theoretical Physics 1994 ISBN 981-238-866-4
- The Theory of Superconductivity in the High Temperature Cuprates 1997 ISBN 0-691-04365-5
- Philip W. Anderson, David Pines, Kenneth Arrow (Editor) Economy as an Evolving Complex System: the proceedings of the evolutionary paths of the global economy workshop, held sept., 1987 in Santa Fe, New Mexico (Perseus Publishing, 1988) ISBN 978-0-201-15685-0
- R Penrose; Philip W Anderson "The Large, the Small and the Human Mind," Nature 386, no. 6624, (1997): 456
- "Thinking big" Nature. 437, no. 7059, (2005): 625
- "Brainwashed by Feynman?" Physics today. 53, no. 2, (2000): 11
- "Computing: Solving problems in finite time" Nature 400:6740, (1999): 115
- "When the Electron Falls Apart - In condensed matter physics, some particles behave like fragments of an electron" Physics today 50:10, (1997): 42
- "Physics: The opening to complexity" Proceedings of the National Academy of Sciences of the United States of America 92:15, (1995): 6653
- "Twenty years of talking past each other: The theory of high Tc" Physica. C, Superconductivity 460, (2007): 3